# Noorwegen op het Eurovisiesongfestival 2008
Noorwegen nam deel aan het Eurovisiesongfestival 2008 in Belgrado, Servië. NRK was verantwoordelijk voor de Noorse bijdrage voor de editie van 2008.

## Selectieprocedure
Melodi Grand Prix 2008 was het televisieprogramma waarin de Noorse kandidaat werd gekozen voor het Eurovisiesongfestival 2007.
Net als in 2007 waren er drie halve finales gehouden voorafgaand aan de finale, via televoting ging de top vier verder naar de volgende ronde, twee naar de finale en twee naar de laatste-kansronde.

### Halve finales

#### Halve finale 1
| Volgorde | Artiest           | Lied                           | Lyrics (l) / Muziek (m)                                      | Resultaat     |
| -------- | ----------------- | ------------------------------ | ------------------------------------------------------------ | ------------- |
| 1        | Podium            | "Lystgass"                     | Tørje Lennavik (m), Håkan Fjerdingen (l)                     | Siste Sjansen |
| 2        | Ann-Mari Andersen | "Ándagassii"                   | Stein Austrud (m), Ann-Mari Andersen (l)                     | Finale        |
| 3        | Nicholas Carlie   | "Colliding"                    | Nate Campany (m), PK Ottestad (l)                            | -             |
| 4        | Michelle          | "Don't Stop the Music"         | Fred Ball (m), Hannah Robinson (l)                           | -             |
| 5        | Tinkerbells       | "Hold On"                      | Aina Beate Gundersen (m), Svein Gundersen (m), Jan Groth (l) | Siste Sjansen |
| 6        | Veronica Akselsen | "Am I Supposed to Love Again?" | Anne Takle (m), Lalia Samuelsen (l)                          | Finale        |

#### Halve finale 2
| Volgorde | Artiest               | Lied                                 | Lyrics (l) / Muziek (m)               | Resultaat     |
| -------- | --------------------- | ------------------------------------ | ------------------------------------- | ------------- |
| 1        | Zuma                  | "Always, Always"                     | Alexander Stenerud (m & l)            | Siste Sjansen |
| 2        | Cube                  | "Would You Spend the Night With Me?" | Åge Sten "Glam" Nilsen (m & l)        | -             |
| 3        | Anne Hvidsten         | "A Little More"                      | Anne Hvidsten (m & l)                 | Siste Sjansen |
| 4        | Crash!                | "Get Up"                             | Trond "Teeny" Holter (m & l)          | Finale        |
| 5        | Sven Garås            | "I'm in Love"                        | Robin Nordahl (m), Ingrid Nørsett (l) | -             |
| 6        | Maria Haukaas Storeng | "Hold On Be Strong"                  | Mira Craig (m & l)                    | Finale        |

#### Halve finale 3
| Volgorde | Artiest        | Lied                        | Lyrics (l) / Muziek (m)                               | Resultaat     |
| -------- | -------------- | --------------------------- | ----------------------------------------------------- | ------------- |
| 1        | Avalanche      | "Two Monkeys (On The Roof)" | Kjetil Røsnes (m & l), Kirsti Johansen (m & l)        | -             |
| 2        | Maria Trøen    | "Hear When I'm Calling"     | Jarl Aanestad (m & l)                                 | -             |
| 3        | Ole Ivars      | "Som i himmelen"            | William Kristoffersen (m & l)                         | Siste Sjansen |
| 4        | Lene Alexandra | "Sillycone Valley"          | Ivar Winther (m & l), Kam An Leung (l)                | Siste Sjansen |
| 5        | Torstein Sødal | "Eastern Wind"              | Christian Ingebrigtsen (m & l), Eivind Rølles (m & l) | Finale        |
| 6        | King of Trolls | "Far Away"                  | Frode Anderssen (m & l)                               | Finale        |

#### Siste Sjansen
| Volgorde | Artiest        | Lied               | Lyrics (l) / Muziek (m)                                      | Resultaat |
| -------- | -------------- | ------------------ | ------------------------------------------------------------ | --------- |
| 1        | Podium         | "Lystgass"         | Håkan Fjerdingen (m & l), Tørje Lennavik (m & l)             | -         |
| 2        | Tinkerbells    | "Hold On"          | Aina Beate Gundersen (m), Svein Gundersen (m), Jan Groth (l) | Finale    |
| 3        | Zuma           | "Always, Always"   | Alexander Stenerud (m & l)                                   | -         |
| 4        | Anne Hvidsten  | "A Little More"    | Anne Hvidsten (m & l)                                        | -         |
| 5        | Ole Ivars      | "Som i himmelen"   | William Kristoffersen (m & l)                                | Finale    |
| 6        | Lene Alexandra | "Sillycone Valley" | Ivar Winther (m & l), Kam An Leung (l)                       | -         |

#### Finale
| Volgorde | Artiest               | Lied                           | Lyrics (l) / Muziek (m)                                      | Resultaat  |
| -------- | --------------------- | ------------------------------ | ------------------------------------------------------------ | ---------- |
| 1        | Crash!                | "Get Up"                       | Trond "Teeny" Holter (m & l)                                 | -          |
| 2        | Ann-Mari Andersen     | "Ándagassii"                   | Stein Austrud (m), Ann-Mari Andersen (l)                     | -          |
| 3        | Tinkerbells           | "Hold On"                      | Aina Beate Gundersen (m), Svein Gundersen (m), Jan Groth (l) | -          |
| 4        | Veronica Akselsen     | "Am I Supposed to Love Again?" | Anne Takle (m), Lalia Samuelsen (l)                          | Gold Final |
| 5        | King of Trolls        | "Far Away"                     | Frode Anderssen (m & l)                                      | Gold Final |
| 6        | Ole Ivars             | "Som i himmelen"               | William Kristoffersen (m & l)                                | -          |
| 7        | Torstein Sødal        | "Eastern Wind"                 | Christian Ingebrigtsen (m & l), Eivind Rølles (m & l)        | Gold Final |
| 8        | Maria Haukaas Storeng | "Hold On Be Strong"            | Mira Craig (m & l)                                           | Gold Final |

| Artiest               | Lied                           | Lyrics (l) / Muziek (m)                               | Jury   | Televoting | Totaal  | Plaats |
| --------------------- | ------------------------------ | ----------------------------------------------------- | ------ | ---------- | ------- | ------ |
| Veronica Akselsen     | "Am I Supposed to Love Again?" | Anne Takle (m), Lalia Samuelsen (l)                   | 16,000 | 93,957     | 109,957 | 4      |
| King of Trolls        | "Far Away"                     | Frode Anderssen (m & l)                               | 6,000  | 109,811    | 115,811 | 3      |
| Torstein Sødal        | "Eastern Wind"                 | Christian Ingebrigtsen (m & l), Eivind Rølles (m & l) | 18,000 | 100,095    | 118,095 | 2      |
| Maria Haukaas Storeng | "Hold On Be Strong"            | Mira Craig (m & l)                                    | 26,000 | 169,661    | 195,661 | 1      |

#### Voting
| Lied                           | Jury's    | Jury's      | Jury's | Jury's | Televoting Regio's | Televoting Regio's | Televoting Regio's | Televoting Regio's | Televoting Regio's | Televoting Regio's |
| Lied                           | Stavanger | Kongsvinger | Bodø   | Totaal | Noord Noorwegen    | Centraal Noorwegen | West Noorwegen     | Oost Noorwegen     | Zuid Noorwegen     | Totaal             |
| ------------------------------ | --------- | ----------- | ------ | ------ | ------------------ | ------------------ | ------------------ | ------------------ | ------------------ | ------------------ |
| "Am I Supposed to Love Again?" | 4,000     | 6,000       | 6,000  | 16,000 | 4,713              | 10,878             | 11,505             | 55,751             | 11,110             | 93,957             |
| "Far Away"                     | 2,000     | 2,000       | 2,000  | 6,000  | 7,520              | 14,627             | 15,043             | 58,797             | 13,824             | 109,811            |
| "Eastern Wind"                 | 10,000    | 4,000       | 4,000  | 18,000 | 5,391              | 10,423             | 15,308             | 46,226             | 22,747             | 100,095            |
| "Hold On Be Strong"            | 6,000     | 10,000      | 10,000 | 26,000 | 22,056             | 23,396             | 21,169             | 83,342             | 19,698             | 169,661            |

## In Belgrado
In de eerste halve finale trad men aan als 9de net na Slovenië en voor Polen. Op het einde van de avond bleek dat men de finale bereikt had. Men eindigde op een 4de plaats met 106 punten.
Men ontving 1 keer het maximum van de punten.
België en Nederland hadden respectievelijk 1 en 5 punten over voor deze inzending.

In de finale moest men optreden als 25ste en laatste, net na Rusland. Op het einde van de puntentelling bleek dat men op een 5de plaats was geëindigd met 182 punten.
Men ontving 2 keer het maximum van de punten.
België en Nederland hadden respectievelijk 2 en 54 punten over voor deze inzending.

### Gekregen punten

#### Halve Finale 1
| 12 punten   | 10 punten                                       | 8 punten                      | 7 punten                                      | 6 punten             |
| ----------- | ----------------------------------------------- | ----------------------------- | --------------------------------------------- | -------------------- |
| - Finland   | - Andorra                                       | - Armenië - Estland - Ierland | - Azerbeidzjan - Polen - Rusland - San Marino | - Israël             |
| 5 punten    | 4 punten                                        | 3 punten                      | 2 punten                                      | 1 punt               |
| - Nederland | - Bosnië en Herzegovina - Montenegro - Roemenië | - Moldavië                    | - Slovenië - Spanje                           | - België - Duitsland |

#### Finale
| 12 punten                                                              | 10 punten                                   | 8 punten          | 7 punten                                                                  | 6 punten                        |
| ---------------------------------------------------------------------- | ------------------------------------------- | ----------------- | ------------------------------------------------------------------------- | ------------------------------- |
| - Finland - Zweden                                                     | - Denemarken - IJsland                      | - Estland - Polen | - Albanië - Armenië - Ierland - Israël - San Marino - Verenigd Koninkrijk | - Letland - Oekraïne - Spanje   |
| 5 punten                                                               | 4 punten                                    | 3 punten          | 2 punten                                                                  | 1 punt                          |
| - Azerbeidzjan - Georgië - Moldavië - Roemenië - Rusland - Wit-Rusland | - Hongarije - Litouwen - Nederland - Servië | - Malta           | - België - Bosnië en Herzegovina - Griekenland - Portugal - Turkije       | - Andorra - Bulgarije - Kroatië |

### Punten gegeven door Noorwegen

#### Halve Finale 1
Punten gegeven in de halve finale:
| 12 punten | Bosnië en Herzegovina |
| 10 punten | Israël                |
| 8 punten  | Rusland               |
| 7 punten  | Nederland             |
| 6 punten  | Finland               |
| 5 punten  | Roemenië              |
| 4 punten  | Griekenland           |
| 3 punten  | Armenië               |
| 2 punten  | Polen                 |
| 1 punt    | Ierland               |

#### Finale
Punten gegeven in de finale:
| 12 punten | Denemarken            |
| 10 punten | Bosnië en Herzegovina |
| 8 punten  | IJsland               |
| 7 punten  | Zweden                |
| 6 punten  | Servië                |
| 5 punten  | Rusland               |
| 4 punten  | Finland               |
| 3 punten  | Israël                |
| 2 punten  | Turkije               |
| 1 punt    | Frankrijk             |

1960 · 1961 · 1962 · 1963 · 1964 · 1965 · 1966 · 1967 · 1968 · 1969 · 1970 · 1971 · 1972 · 1973 · 1974 · 1975 · 1976 · 1977 · 1978 · 1979 · 1980 · 1981 · 1982 · 1983 · 1984 · 1985 · 1986 · 1987 · 1988 · 1989 · 1990 · 1991 · 1992 · 1993 · 1994 · 1995 · 1996 · 1997 · 1998 · 1999 · 2000 · 2001 · 2002 · 2003 · 2004 · 2005 · 2006 · 2007 · 2008 · 2009 · 2010 · 2011 · 2012 · 2013 · 2014 · 2015 · 2016 · 2017 · 2018 · 2019 · 2020 · 2021 · 2022 · 2023 · 2024 · 2025